# Дихавиця (Люблінське воєводство)
Дихавиця (пол. Dychawica) — село в Польщі, у гміні Воля-Мисловська Луківського повіту Люблінського воєводства.
Населення — 178 осіб (2011).
У 1975-1998 роках село належало до Седлецького воєводства.

## Демографія
Демографічна структура станом на 31 березня 2011 року:
|          | Загалом | Допрацездатний вік | Працездатний вік | Постпрацездатний вік |
| -------- | ------- | ------------------ | ---------------- | -------------------- |
| Чоловіки | 87      | 12                 | 61               | 14                   |
| Жінки    | 91      | 22                 | 47               | 22                   |
| Разом    | 178     | 34                 | 108              | 36                   |